# Salts als Jocs Olímpics d'Estiu de 1932 - Trampolí de 3 metres masculí
El salt de trampolí de 3 metres masculí fou una de les quatre proves de salts que es disputà dins el programa dels Jocs Olímpics d'Estiu de Los Angeles del 1932. La prova es va disputar el 8 d'agost de 1932. Hi van prendre part 13 saltadors de 7 països diferents.

## Medallistes
| Or                     | Plata              | Bronze                |
| Michael Galitzen (USA) | Harold Smith (USA) | Richard Degener (USA) |

## Resultats
Els saltadors havien de fer 10 salts, cinc d'obligatoris i cinc de lliures. En ser sols 13 saltadors es va disputar la final directa.
| Posició | Atleta            | País         | Salt  | Salt  | Salt  | Salt  | Salt  | Salt  | Salt  | Salt  | Salt  | Salt  | Total  |
| Posició | Atleta            | País         | #1    | #2    | #3    | #4    | #5    | #6    | #7    | #8    | #9    | #10   | Total  |
| ------- | ----------------- | ------------ | ----- | ----- | ----- | ----- | ----- | ----- | ----- | ----- | ----- | ----- | ------ |
| 1       | Michael Galitzen  | Estats Units | 11,48 | 13,76 | 15,12 | 14,40 | 16,34 | 18,90 | 15,12 | 19,78 | 18,00 | 18,48 | 161,38 |
| 2       | Harold Smith      | Estats Units | 11,48 | 13,12 | 15,48 | 13,44 | 15,96 | 18,48 | 15,96 | 19,32 | 16,38 | 18,92 | 158,54 |
| 3       | Richard Degener   | Estats Units | 11,20 | 13,12 | 14,76 | 14,08 | 15,58 | 20,24 | 16,38 | 13,02 | 14,96 | 18,48 | 151,82 |
| 4.      | Alfred Phillips   | Canadà       | 10,36 | 12,16 | 13,68 | 10,24 | 13,30 | 15,96 | 11,88 | 16,28 | 15,20 | 15,58 | 134,64 |
| 5.      | Leo Esser         | Alemanya     | 10,64 | 10,56 | 14,04 | 10,56 | 14,82 | 15,96 | 11,76 | 15,60 | 12,32 | 18,04 | 134,30 |
| 6.      | Kazuo Kobayashi   | Japó         | 11,20 | 11,84 | 14,40 | 11,84 | 10,26 | 16,72 | 15,54 | 15,96 | 12,80 | 13,20 | 133,76 |
| 7.      | Émile Poussard    | França       | 11,76 | 12,48 | 12,60 | 12,80 | 11,40 | 11,34 | 13,44 | 15,84 | 14,40 | 12,60 | 128,66 |
| 8.      | Tetsutaro Namae   | Japó         | 11,48 | 12,80 | 12,60 | 10,88 | 10,64 | 14,04 | 12,00 | 16,34 | 9,88  | 14,52 | 125,18 |
| 9.      | Josef Staudinger  | Àustria      | 10,92 | 11,84 | 12,60 | 12,16 | 10,26 | 15,54 | 12,60 | 12,80 | 13,20 | 12,58 | 124,50 |
| 10.     | Federico Mariscal | Mèxic        | 8,68  | 10,88 | 10,80 | 8,96  | 13,30 | 10,44 | 8,40  | 14,08 | 12,80 | 13,64 | 111,98 |
| 11.     | Arthur Stott      | Canadà       | 9,80  | 11,20 | 11,88 | 11,20 | 10,26 | 13,60 | 8,82  | 11,02 | 14,08 | 8,36  | 110,22 |
| 12.     | Antonio Mariscal  | Mèxic        | 5,60  | 7,36  | 10,44 | 8,64  | 9,50  | 11,88 | 10,80 | 7,14  | 13,60 | 12,32 | 97,28  |
| 13.     | Alonso Mariscal   | Mèxic        | 6,72  | 9,60  | 10,08 | 6,40  | 7,98  | 12,60 | 6,80  | 8,82  | 7,44  | 11,88 | 88,32  |